# Brachyptera risi
Brachyptera risi är en bäcksländeart som först beskrevs av Morton 1896.  Brachyptera risi ingår i släktet Brachyptera och familjen vingbandbäcksländor. Enligt den finländska rödlistan är arten sårbar i Finland. Arten är reproducerande i Sverige. Artens livsmiljö är älvar och åar. Inga underarter finns listade i Catalogue of Life.